# James Bentley
James Bentley (Estats Units, 14 de juliol de 1992) és un actor estatunidenc. És conegut pel seu paper oneguda pel seu paper de Nicholas a la pel·lícula The Others (2001) d'Alejandro Amenábar, pel que fou nominat al Goya al millor actor revelació juntament amb Alakina Mann. També guanyar un dels Premis Young Artist. El 2004 va representar Michael Sellers a l'aclamada Digue'm Peter. Després va interpretar al jove emperador Neró a Imperium: Nero i un doble per John Sessions a Stella Street.
Després es va retirar del cinema va continuar com a actor de teatre. Bentley va guanyar el premi al millor actor protagonista del Nottingham New Theatre el 2013. Va obtenir més èxit el 2014 quan va guanyar el premi per segona vegada consecutiva. El 2015 es va convertir en un membre de l'esmentat teatre.